# Cepaea nemoralis
Cepaea nemoralis (Linnaeus, 1758) è una chiocciola della famiglia Helicidae. Si tratta di uno dei molluschi gasteropodi terrestri più comuni in Europa.

## Descrizione

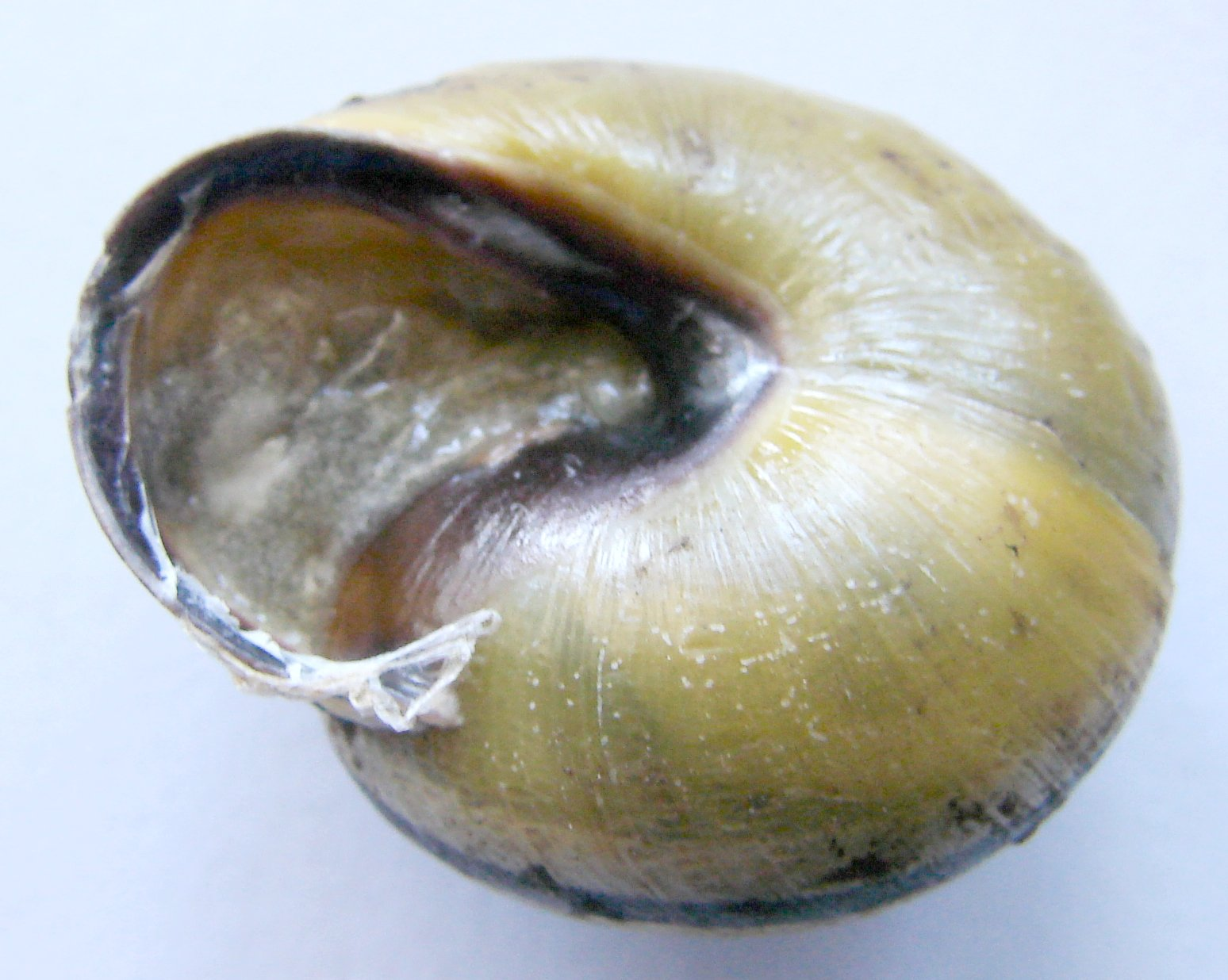
La colorazione bruna del peristoma e l'ombelico chiuso sono caratteri distintivi della specie.

La dimensione della conchiglia di un esemplare adulto è di 20–24 mm.
I caratteri distintivi della specie sono la presenza di una colorazione bruna del labbro della conchiglia, o peristoma, e la presenza di un ombelico chiuso. Un ombelico leggermente aperto può tuttavia essere presente nelle forme giovanili.

Per il resto la specie si caratterizza per un elevato polimorfismo della conchiglia sia per quanto riguarda la colorazione che la presenza di bande. Il colore di base della conchiglia può variare dal bianco al giallo, al rosa al nocciola sino al marrone scuro. Le bande possono variare in intensità e colore oltreché in ampiezza e numero e possono talora essere assenti.

I differenti pattern morfologici sembrano essere il frutto di modificazioni adattative dovute alla selezione naturale.

Assolvono funzioni mimetiche, fornendo protezione dai predatori, ma hanno anche implicazioni nella termoregolazione in rapporto ai differenti habitat: le conchiglie più scure e con più bande infatti trattengono maggiormente il calore, con conseguenze sulla velocità del metabolismo e sul mantenimento dell'umidità (cruciale per la locomozione dei molluschi). Ne consegue che gli aplotipi con conchiglie più scure siano favoriti negli ambienti meno luminosi (boschi, foreste), mentre gli aplotipi più chiari risultano favoriti negli ambienti aperti.

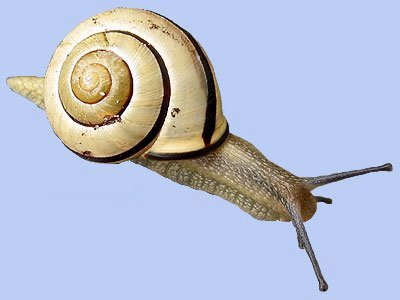
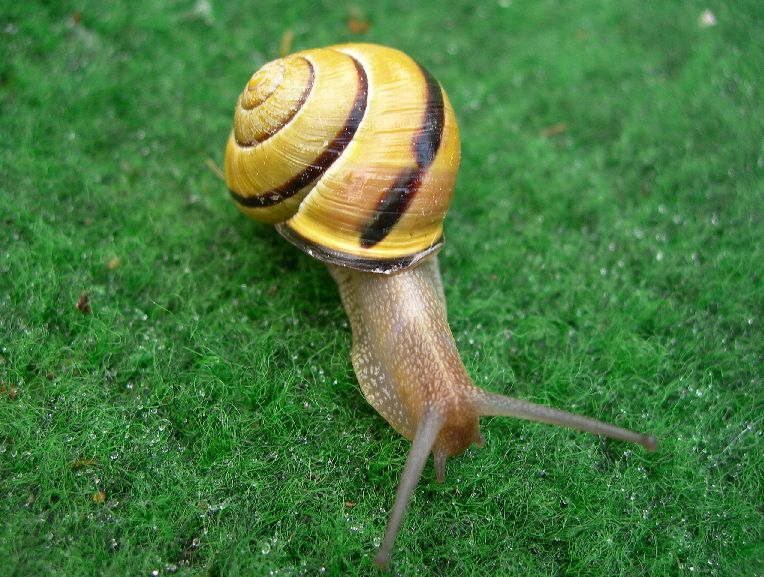
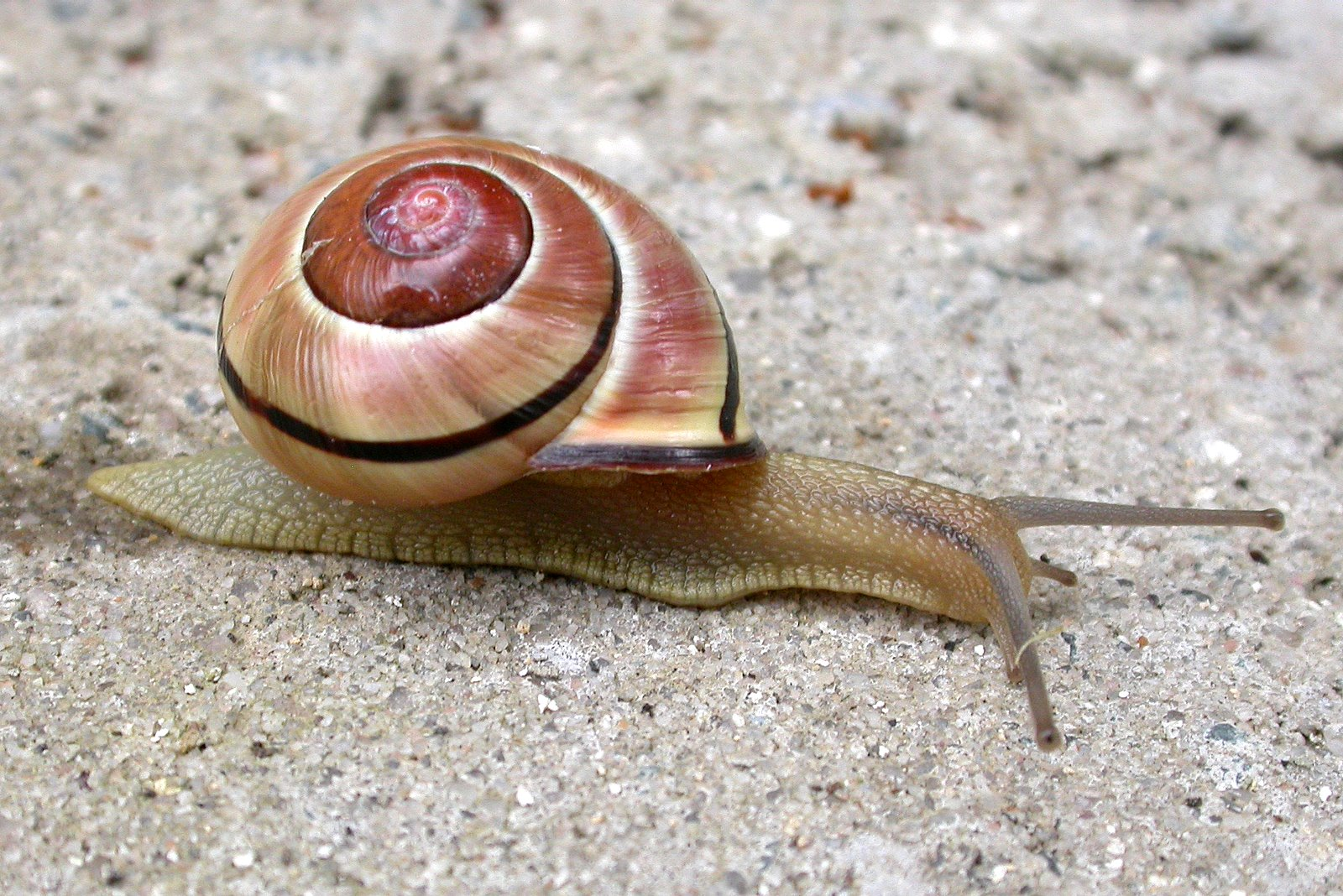
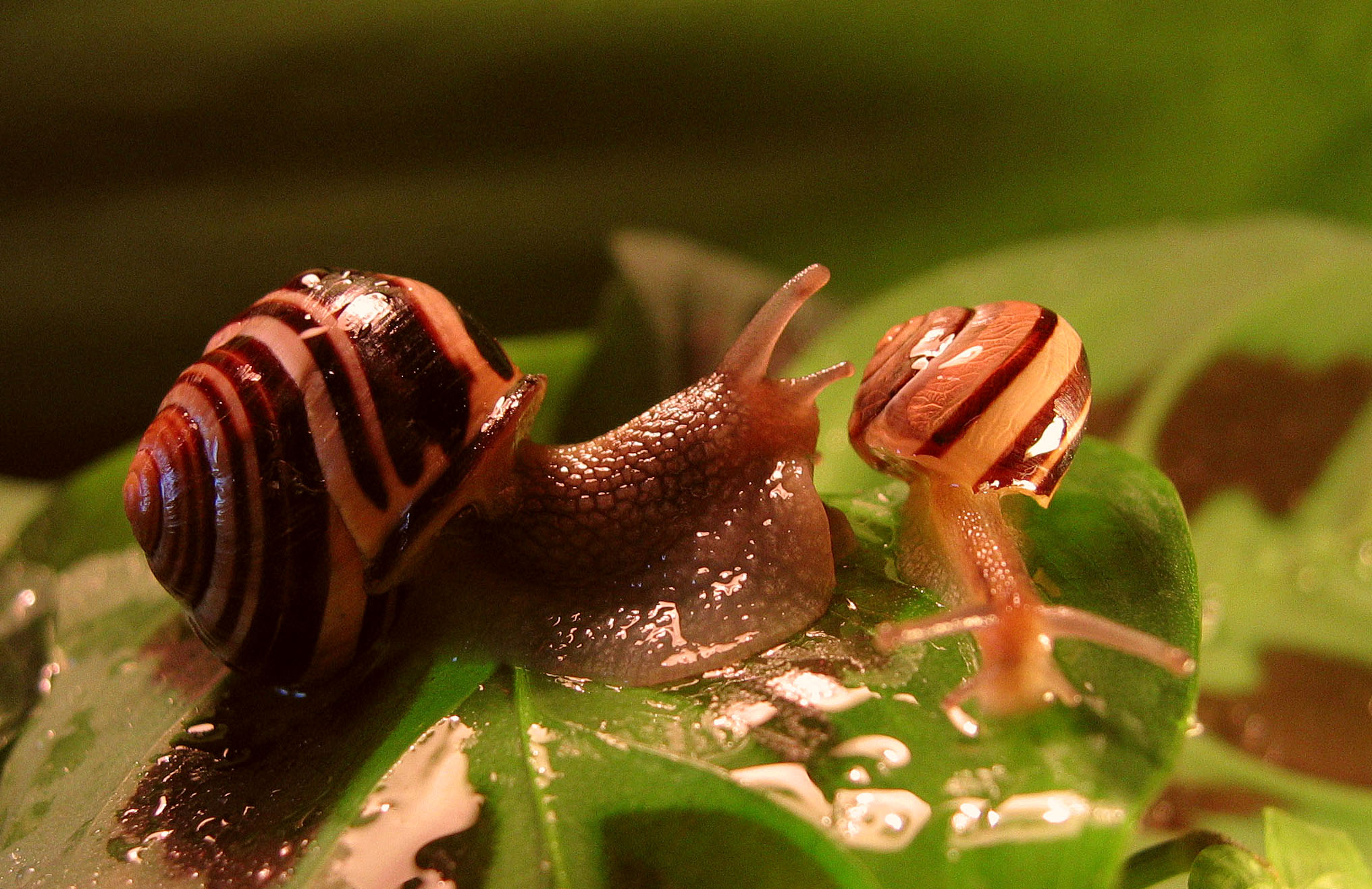
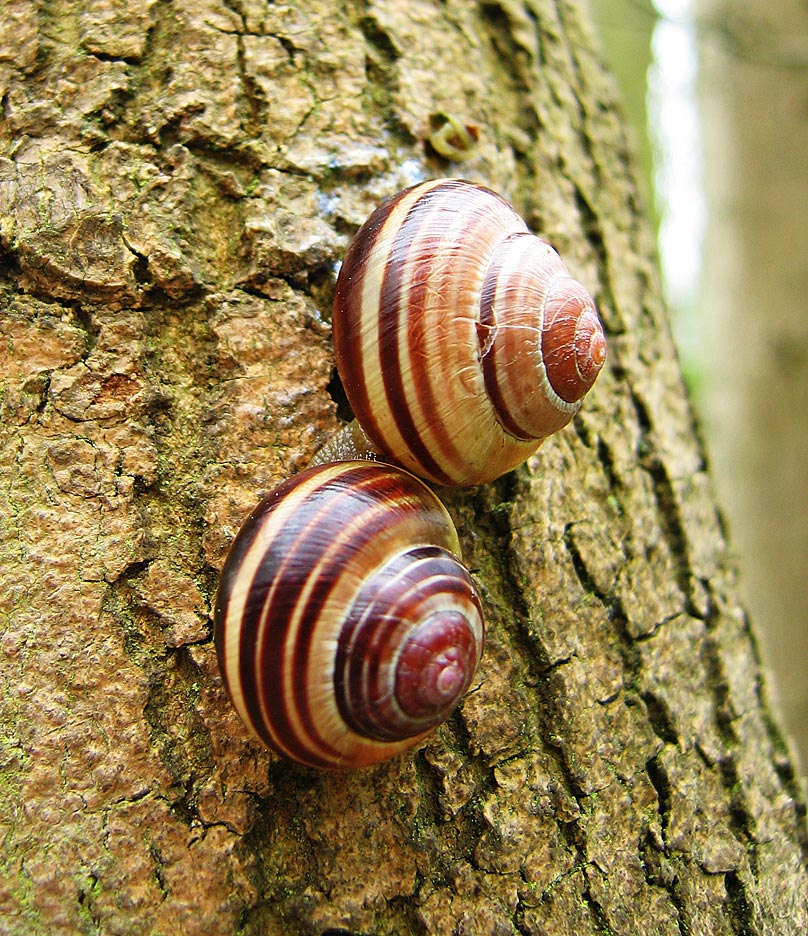

### Basi genetiche del polimorfismo

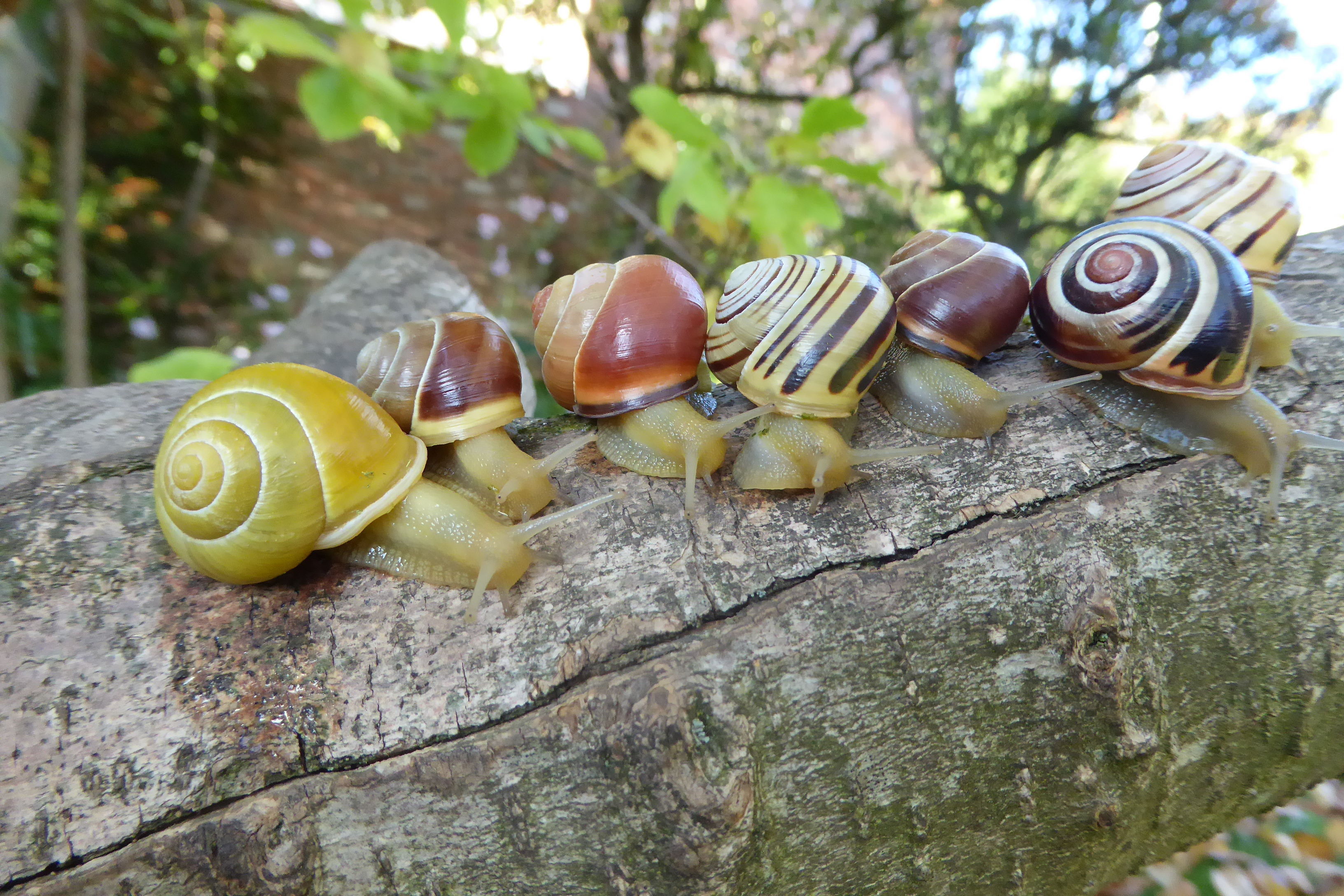
Esempi di polimorfismo

Le variazioni di colore della conchiglia sono controllate da un locus genico chiamato C, con tre alleli (marrone, rosa e giallo, in ordine decrescente di dominanza), mentre la presenza/assenza delle bande è controllata da un secondo locus chiamato B. I locus C e B sono due loci in linkage, ovvero non troppo distanti sullo stesso cromosoma. Un terzo locus chiamato U, non in linkage con C o B, presenta due alleli che determinano o la presenza di una sola banda centrale o la presenza di 5 bande. Il primo allele è dominante sul secondo.

## Biologia
Generalmente C. nemoralis è attiva dalla primavera all'autunno e va in letargo durante l'inverno. Le fasi di maggiore attività si hanno nelle prime ore del mattino e nelle giornate piovose.

### Alimentazione
Si nutre prevalentemente di materia organica di origine vegetale in decomposizione.

### Riproduzione
Come tutte le chiocciole C. nemoralis è ermafrodita, cioè ogni individuo possiede sia organi riproduttivi maschili che femminili; non è tuttavia in grado di autofecondarsi (ermafroditismo insufficiente).

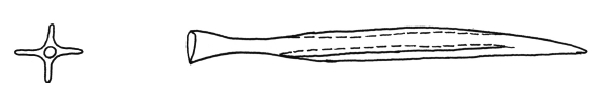
Dardo

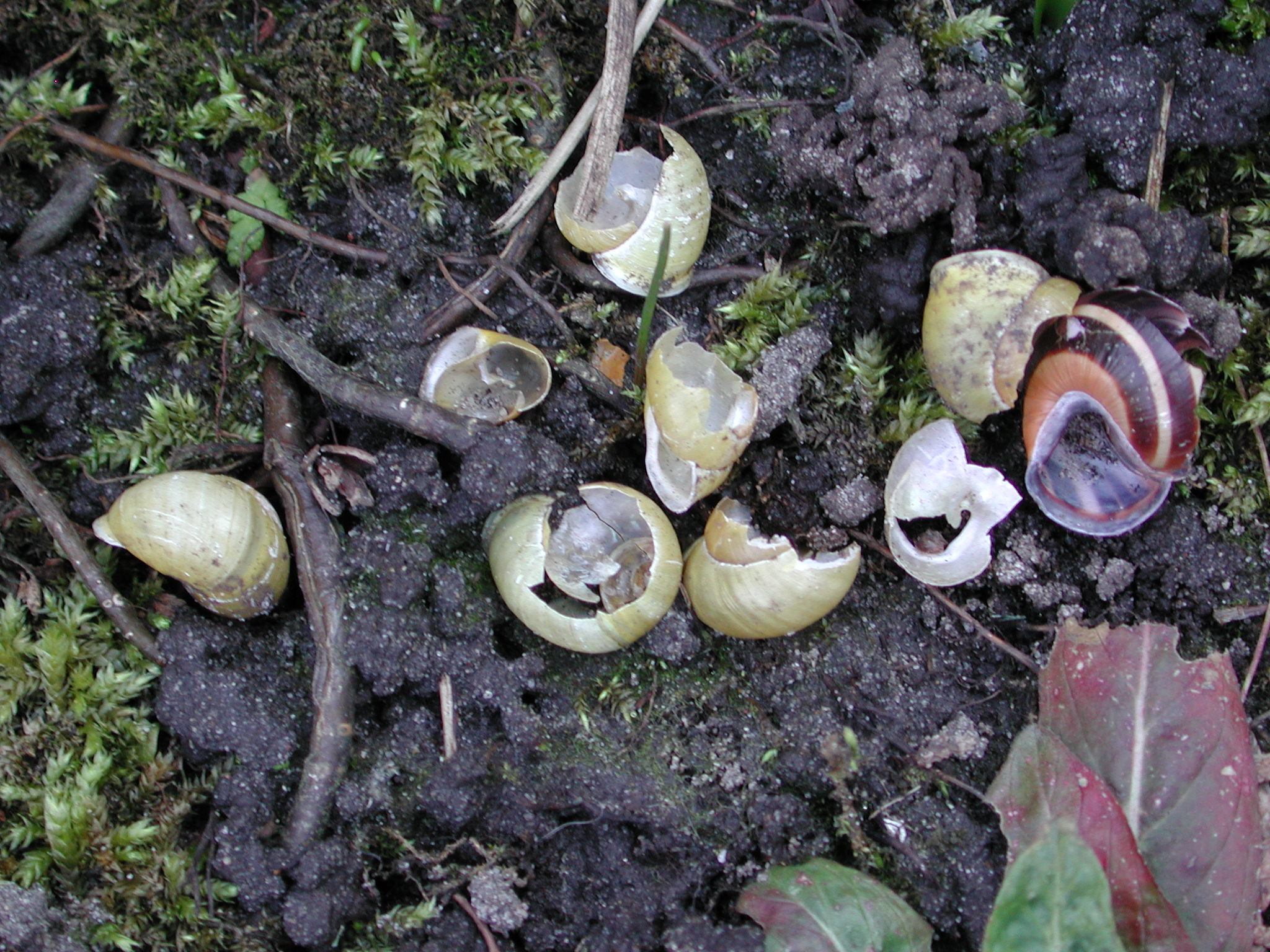
Resti di conchiglie di Cepaea predate

Come le altre specie di Helicidae, ricorre, nella fase di corteggiamento, all'uso di dardi per trafiggere il partner.
L'accoppiamento avviene intorno a maggio e la deposizione delle uova in estate. Una chiocciola impiega circa tre anni per diventare adulta.

### Predatori
Il principale predatore di C. nemoralis è il tordo; per potersi nutrire delle parti molli della chiocciola il tordo è solito rompere la conchiglia utilizzando la superficie di una roccia.

## Distribuzione e habitat
La specie è diffusa in gran parte dell'Europa. In Italia è presente nelle regioni del centro-nord, sino alla Basilicata; assente in Calabria, Sicilia e Sardegna. È stata introdotta dall'uomo in Nord America.
È presente in una grande varietà di habitat, tra cui boschi, giardini, cespugli, siepi, vegetazione erbosa.

## Specie simili
Tra le specie con cui può essere confusa vi sono:
- Cepaea hortensis (non presente in Italia), distinguibile per il peristoma bianco;
- Caucasotachea vindobonensis, presente in Italia solo in Friuli-Venezia Giulia, che si distingue per la conchiglia caratteristicamente rugosa;
- Macularia sylvatica, presente in Italia solo sulle Alpi Occidentali, che si riconosce per le bande discontinue tratteggiate;
- Cernuella virgata, riconoscibile per l'ombelico aperto e il peristoma bruno o bruno chiaro
- Eobania vermiculata, riconoscibile per il peristoma bianco
- Theba pisana, riconoscibile per l'ombelico quasi chiuso e il peristoma rosato

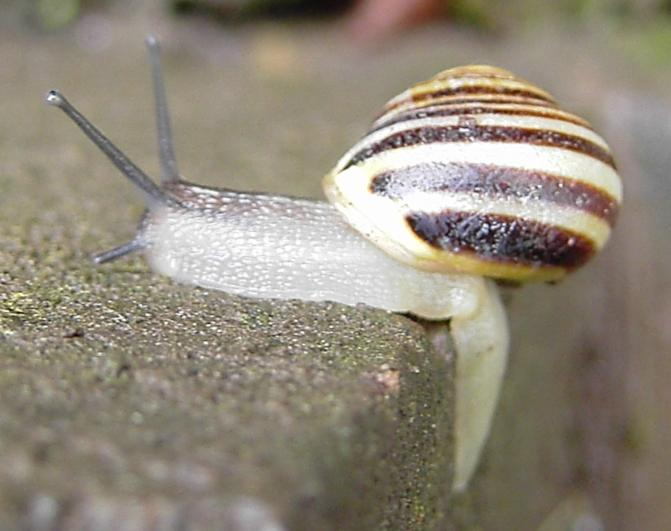
Cepaea hortensis
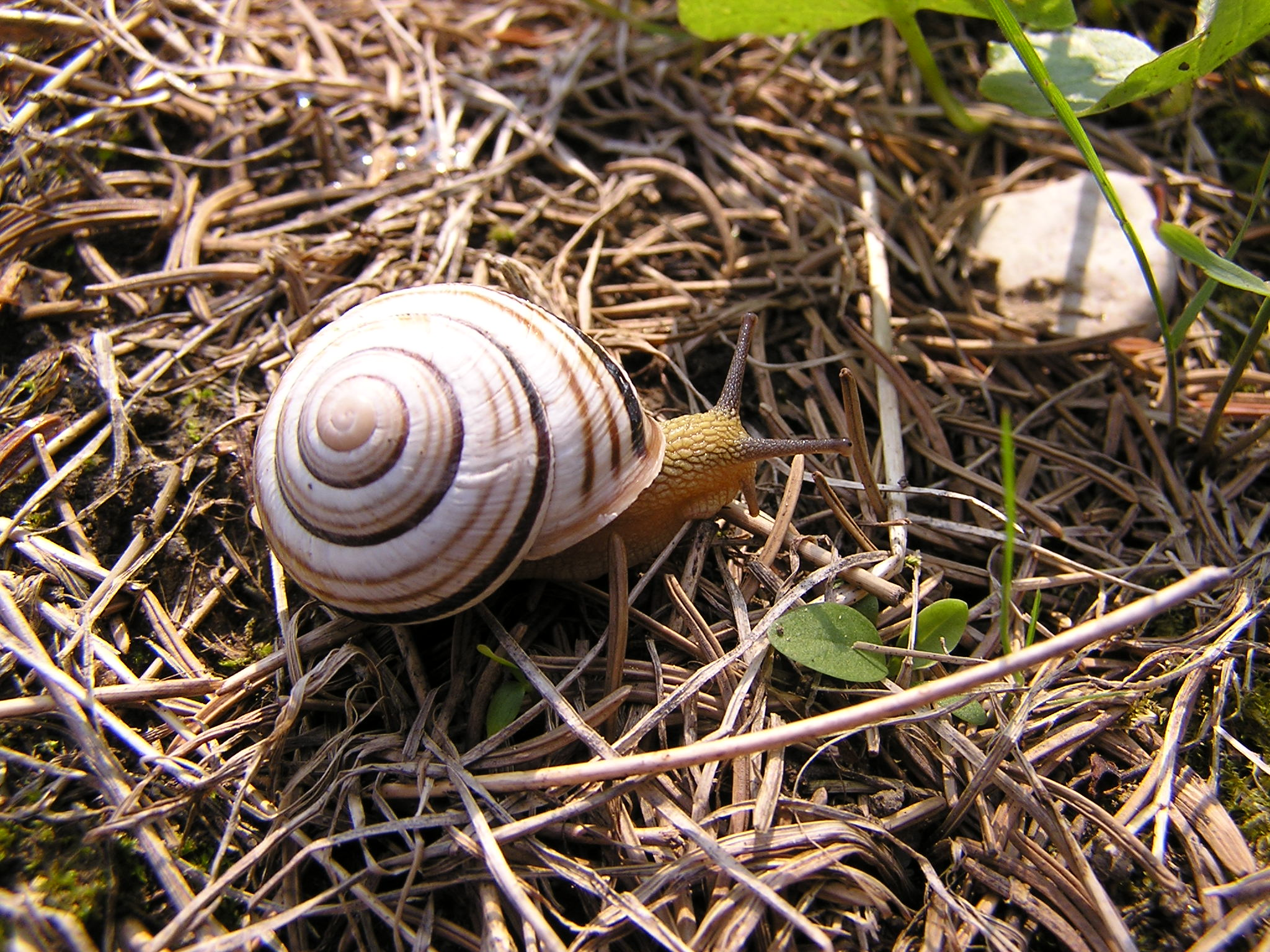
Caucasotachea vindobonensis
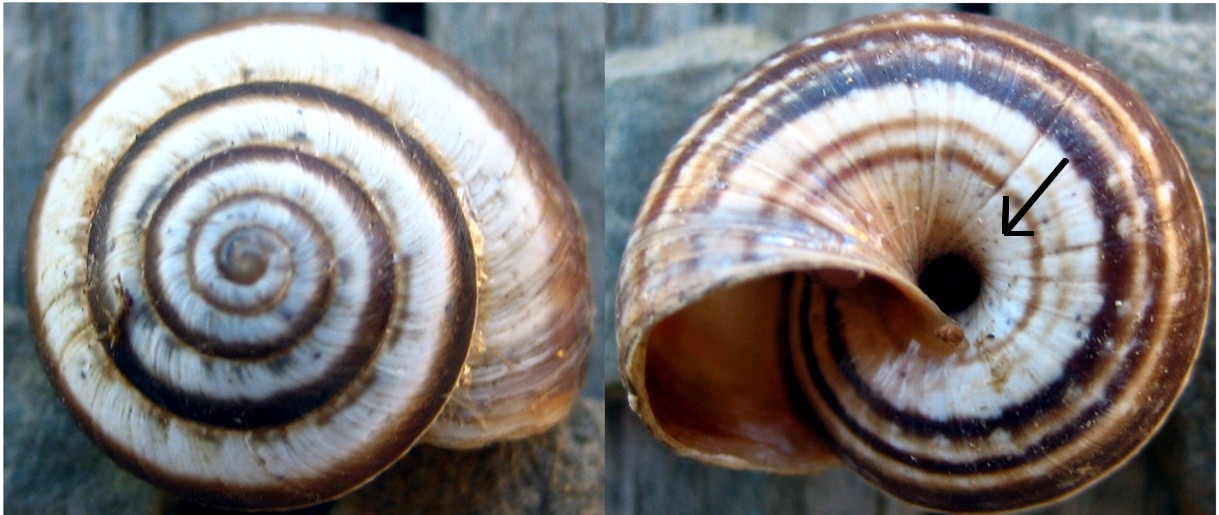
Cernuella virgata
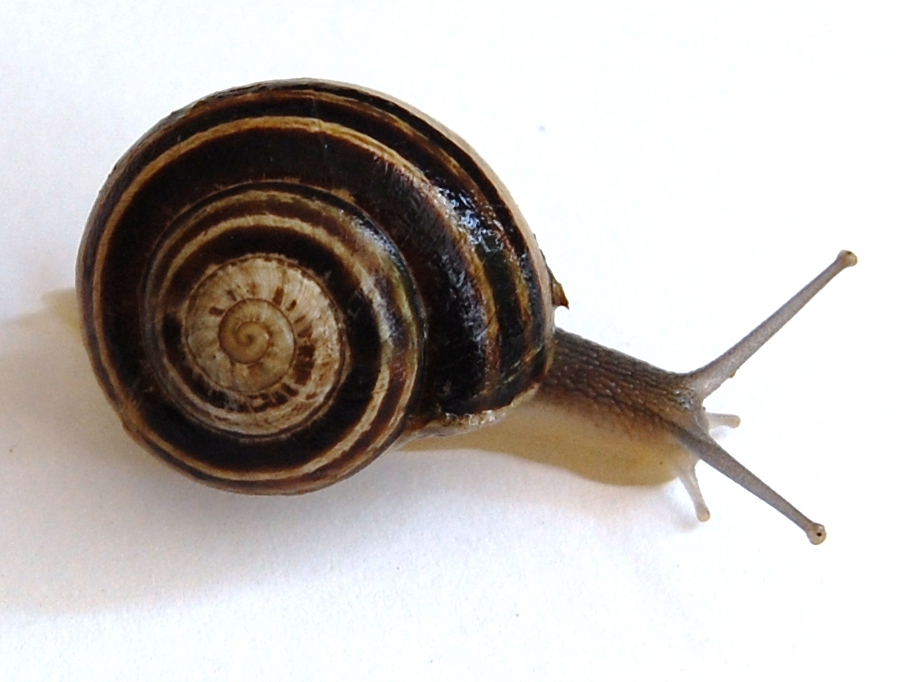
Eobania vermiculata
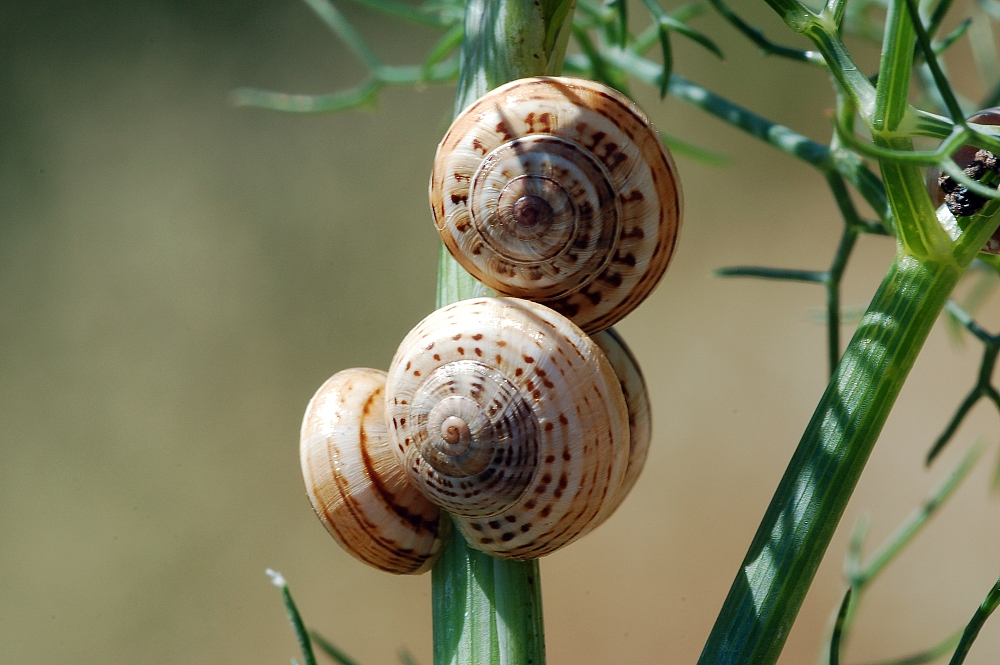
Theba pisana

## Organismo modello
Cepaea nemoralis è un organismo modello utilizzato negli studi sulla ereditarietà e sulla evoluzione.
La acquisizione che il polimorfismo di C. nemoralis seguisse le regole della ereditarietà mendeliana risale agli inizi del XIX secolo .